# Motor de doze cilindros em linha
Motor de doze cilindros em linha da Wolseley Motor
Os motores de doze cilindros em linha são motores de combustão interna com doze cilindros (câmaras de combustão) dispostos em uma única fileira.
Em função do comprimento estes motores são geralmente usados na propulsão de navios. Não é usado em automóveis devido ao excessivo comprimento, contudo já foi usado em grandes veículos militares.
O excessivo comprimento do bloco do motor é o motivo principal que leva muitos fabricantes a optar pela configuração V12, visto que os motores em V são mais compactos que os motores em linha.
A Wärtsilä produz versões do Wärstsilä-Sulzer RT-flex96C com esta configuração, para uso em grandes navios, principalmente para transporte de contêiners.